# 東海セイムス
株式会社東海セイムス（とうかいセイムス、英: Tokai Seims Inc.）は、富士薬品の子会社であった株式会社レモン、株式会社森山薬局、株式会社ドラッグストアキリンの3社が親会社の事業再編の一環で合併を行い、新たに設立された企業である。

## 前身企業
株式会社レモン
愛知県東海市に本社を置き、「ドラッグストアーレモン」を愛知県や岐阜県に16店展開していた（現在はすべてセイムスに転換、もしくはユタカファーマシーに店舗譲渡し、レモンという看板で営業している店舗は存在しない）。1976年5月設立、資本金4000万円。2003年10月子会社化。合併前は、単独でホームページも公開しており、レモンカードというオリジナルカードも持っていた。2009年の売上で46億円。尚、合併前はカルナドラッグ（本社、愛知県豊川市小坂井町）をフランチャイズ店舗としていたが、合併後は分離している。
株式会社森山薬局
三重県松阪市に本社を置き、「ドラッグモリヤマ」「くすりの森山」を三重県、和歌山県に23店舗、「ドラッグセイムス」を4店舗展開していた（現在も、一部ドラッグモリヤマの看板で営業している）。1986年7月設立、資本金4000万円。2004年4月に子会社化。現在、東海セイムスの本社機能は森山薬局本社の場所にある。2009年の売上で76億円。
株式会社ドラッグストアキリン
和歌山県御坊市に本社を置き、「スーパードラッグキリン」「キリン薬局」を和歌山県中南部に9店舗展開していた（現在も、一部スーパードラッグキリンの看板で営業している）。企業設立1989年10月、資本金は1000万円。2004年2月子会社化。2009年の売上で40億円。大阪府地盤の大手キリン堂や広島県地盤のキリン堂薬局とは別会社である。公式ホームページを持ったことはない。

## 沿革
- 1976年5月 愛知県東海市に「ドラッグストアーレモン東海店」を創業。
- 1977年10月 愛知県東海市に有限会社レモンを設立。
- 1984年7月 三重県松阪市に「森山薬局本店」を創業。有限会社レモンが株式会社レモンに商号変更。（本店所在地は愛知県東海市）
- 1984年8月 三重県松阪市に有限会社森山薬局を設立。
- 1988年5月 和歌山県日高郡由良町に「スーパードラッグキリン由良店」を創業。
- 1989年1月 和歌山県御坊市に株式会社キリンを設立。
- 1995年9月 有限会社森山薬局から株式会社森山薬局に商号変更。（本店所在地は三重県松阪市）
- 1997年7月 株式会社キリンから株式会社ドラッグストアキリンに商号変更。（本店所在地は和歌山県御坊市）
- 2003年10月 株式会社富士薬品が株式会社レモンへ資本参加
- 2004年3月 株式会社富士薬品が株式会社ドラッグストアキリンの全株式を取得
- 2004年4月 株式会社富士薬品が株式会社森山薬局の全株式を取得
- 2010年4月 株式会社レモン、株式会社ドラッグストアキリン及び株式会社森山薬局が解散し、株式会社東海セイムスを設立
- 2011年11月 大阪府貝塚市に「ドラッグセイムス貝塚脇浜店」をオープンし、大阪府に初出店。
- 2012年9月 奈良県橿原市に「ドラッグセイムス橿原醍醐店」をオープンし、奈良県に初出店。
- 2013年4月 滋賀県栗東市に「ドラッグセイムス栗東苅原店」をオーブンし、滋賀県に初出店。（その後閉店）
- 2016年4月 株式会社ユタカファーマシー、株式会社東海セイムスの間で地域戦略の明確化と経営の効率化を目的とした店舗譲渡を実施（岐阜県の店舗はユタカファーマシーに転換）

## 店舗

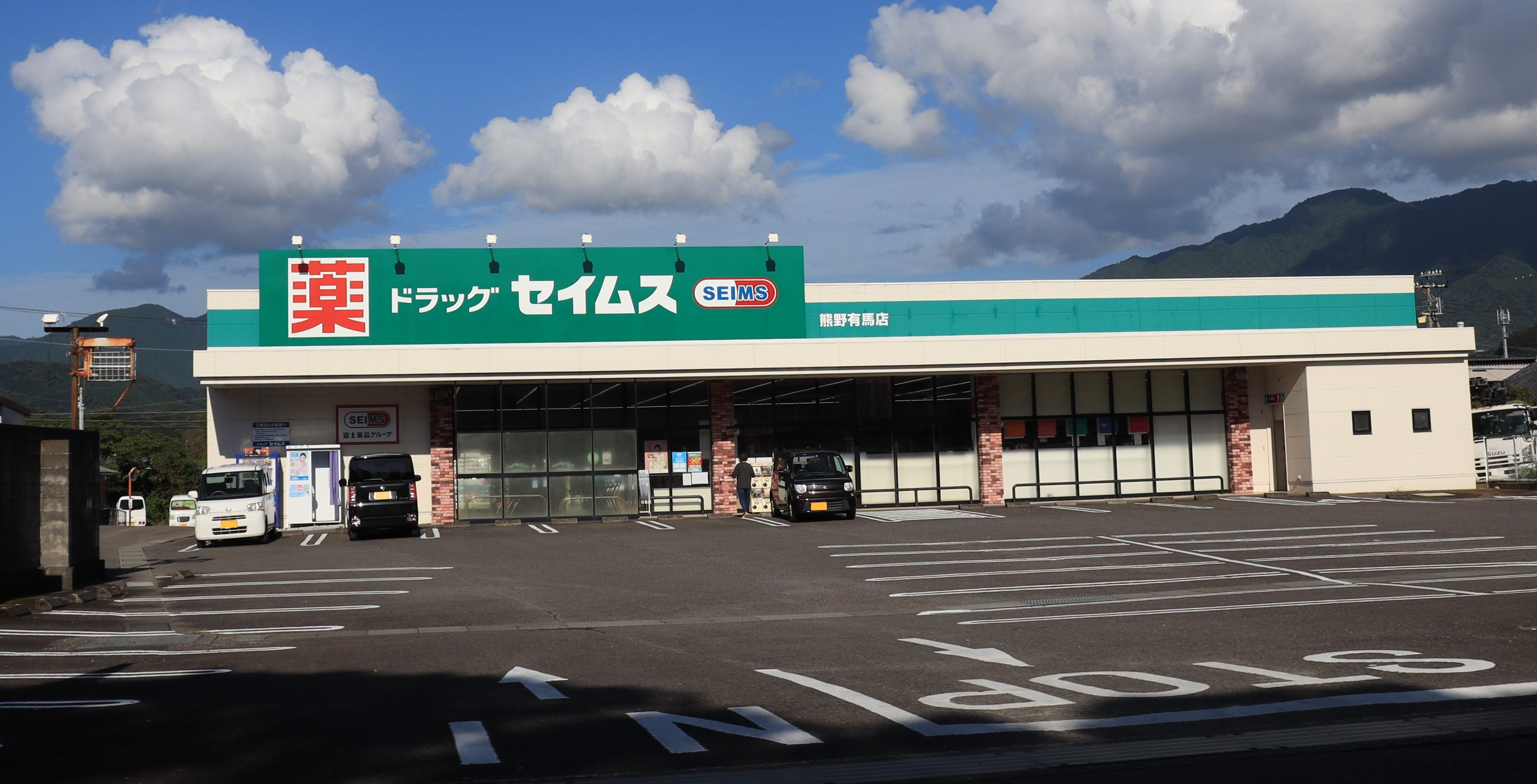
ドラッグセイムス熊野有馬店、三重県熊野市にて、2021年10月撮影

- 設立当初はドラッグモリヤマ29店舗（三重県・和歌山県）、ドラッグストアーレモン21店舗（愛知県・岐阜県）、スーパードラッグキリン9店舗（和歌山県）の計59店舗。
- 愛知県、三重県、和歌山県、岐阜県、大阪府、奈良県および滋賀県に展開していたが、店舗譲渡・閉店により岐阜県・滋賀県の店舗は現存しない。
- 現在の店舗は